# سكاليا
سكاليا (بالإيطالية: Scalea)‏ هي بلدية في مقاطعة كوزنسا في إقليم كالابريا في جنوب إيطاليا.

## السكان
في سنة 1861 بلغ عدد السكان 1٬675 نسمة، وتطور العدد ليصل في سنة 2011 لـ 10٬152 نسمة.
يظهر هذا المخطط البياني تطور النمو السكاني لـ سكاليا